# Vlag van Saoedi-Arabië
De vlag van Saoedi-Arabië werd in 1932 bij de stichting van het koninkrijk ingevoerd en is in de huidige vorm sinds 15 maart 1973 in gebruik.

## Symboliek en ontwerp
Op de groene achtergrond staat een Arabische tekst in witte letters, geschreven in het Thuluth-schrift, met daaronder een zwaard. De tekst is de sjahada, de islamitische geloofsbelijdenis:
لا إله إلا الله محمد رسول الله
La ilaha Ila Allah Muhammada Rasulu Allah
Er is geen andere god dan Allah; Mohammed is de boodschapper van Allah
De tekst is van beide zijden leesbaar. Het zwaard wijst aan beide kanten naar de broekzijde van de vlag.

## Gebruik
Omdat de tekst op de vlag als heilig wordt beschouwd, wordt de vlag normaal gezien niet gebruikt op T-shirts of andere dingen. 
Een poging van het Amerikaanse leger om krediet te winnen bij kinderen in de regio Prost van Afghanistan door het uitdelen van voetballen waarop vlaggen waren afgebeeld, waaronder de vlag van Saoedi-Arabië, mondde uit in demonstraties. De Saoedi-Arabische ambtenaren zeiden dat het schoppen tegen de tekst onaanvaardbaar was.
Aangezien de vlag het Woord van God draagt, wordt de vlag nooit halfstok gehangen als teken van rouw.
Volgens Saoedische wet mag de vlag niet aan een horizontale stok gehangen worden. Daarvoor worden speciale vlaggen ontwikkeld met de broeking boven, zodat de tekst horizontaal blijft staan.

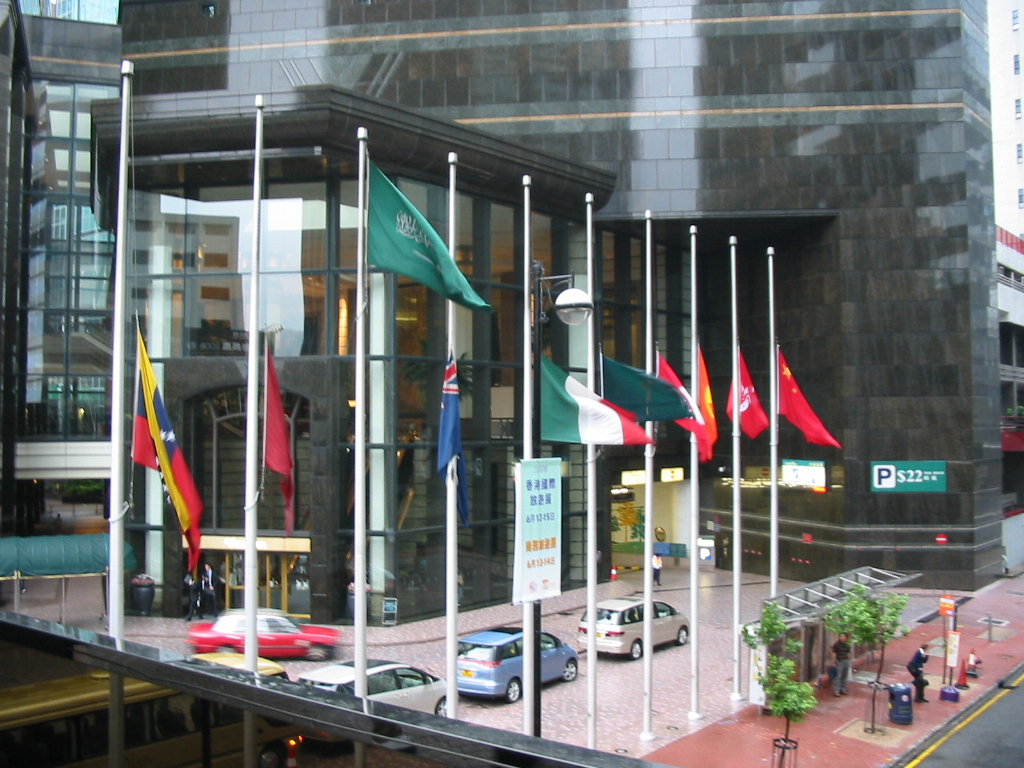
Vlaggen hangen halfstok na de aardbeving in Sichuan in 2008. De vlag van Saoedi-Arabië mag echter nimmer halfstok hangen.

## Geschiedenis
De voorlopers van Saoedi-Arabië waren Nadjd en Hidjaz. De vlag van Nadjd volgde het huidige vlagpatroon van Saoedi-Arabië op de voet. De staat Hidjaz volgde de patronen van landen als Palestina en Soedan. Kalifaten zoals de Rashidun, de Omajjaden en de Abbasiden gebruikten andere vlaggen met slechts één kleur. Na het Beleg van Bagdad in 1258 werd het primaire kalifaat het Mammelukkensultanaat Caïro. In 1517 vielen de Ottomanen Egypte binnen en erfden Hidjaz en regeerden het tot de Arabische opstand (1916-1918). Van 1902 tot 1921 werd een andere Arabische inscriptie gebruikt. Een van de belangrijkste tegenstanders van de Saoedi's was het emiraat Jebel Shammar van de familie Rasjid in het noorden van het schiereiland, tot hun nederlaag in 1921.

? De Zwarte Standaard was een van de vlaggen die werden gebruikt door de Rashidun en de Abbasiden.
? De witte vlag werd gebruikt door het Omajjaden en de Fatimiden.
? De gele vlag was de koninklijke banier van de Fatimidenkalief en de staatsvlag van de Ajjoebiden, dat het huidige Hidjaz veroverde.
? Deze vlag werd gebruikt door het Mammelukkensultanaat Caïro, dat Hidjaz erfde van de Ajjoebiden.
? De groene vlag was waarschijnlijk de vlag van het sjeikdom Diriyah.
? ? Vlag van de Emiraat Diriyah van 1744 tot 1818 en vlag van de Emiraat Nadjd van 1822 tot 1891 en de vlag van de Derde Saoedische Staat van 1902 tot 1913
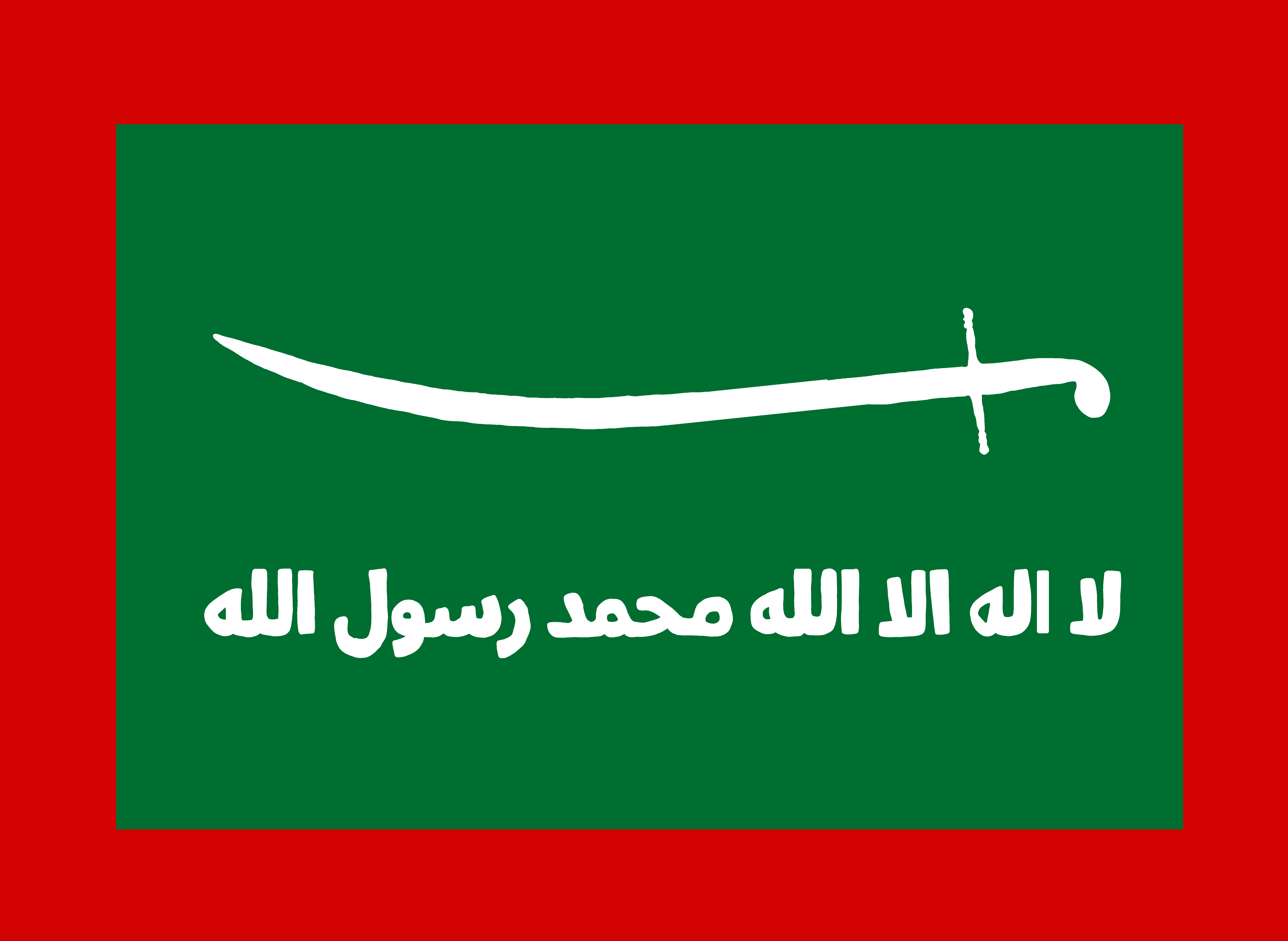
? Vlag van het emiraat Jebel Shammar van 1835 tot 1921
? Deze vlag werd gebruikt door het Ottomaanse Rijk en dienovereenkomstig door het Ottomaanse Hidjaz en Arabië van 1844-1916. De Ottomanen veroverden Hidjaz op de Mammelukken in 1517.
? Vlag van het Emiraat Asir van 1909 tot 1927
? ? Vlag van het Emiraat Nadjd en Hasa van 1913 tot 1921
? Voorlopige vlag van het Koninkrijk Hidjaz van 1916 tot 1917
? Vlag van het Sjeikdom Opper-Asir van 1916 tot 1920
?  Vlag van het Koninkrijk Hidjaz van 1917 tot 1920, gebaseerd op de vlag van de Arabische Opstand
? Vlag van het Koninkrijk Hidjaz van 1920 tot 1926 en Deze vlag werd ook gebruikt door het Sharifisch Kalifaat van 1924 tot 1925, voordat Hejaz fuseerde met Nejd om een unie te vormen.
? ? Vlag van het Sultanaat Nadjd van 1921 tot 1926
? ? Vlag van Nejd als deel van het Koninkrijk Nadjd en Hidjaz van 1926 tot 1932
? Vlag van het Emiraat Asir van 1927 tot 1930

Verticale banier

De Al-Saoed, de heersende familie van Saoedi-Arabië, is lange tijd nauw verwant geweest met Mohammed ibn Abdul-Wahhab. Hij en de mensen die na hem kwamen, gebruikten sinds de 18e eeuw de sjahada op hun vlaggen. In 1921 voegde Abdoel Aziz al Saoed, leider van de Al Saud en de toekomstige stichter van het Koninkrijk Saoedi-Arabië, een zwaard toe aan deze vlag. Het ontwerp van de vlag was niet gestandaardiseerd vóór 15 maart 1973, toen het gebruik ervan officieel werd. Varianten met twee zwaarden en/of een witte verticale streep aan de mastzijde werden vaak gebruikt. In 1938 had de vlag in principe zijn huidige vorm aangenomen, behalve dat het zwaard een ander ontwerp had (met een meer gebogen lemmet) en dat het, samen met de shahada erboven, meer ruimte van de vlag in beslag nam.

? Vlag van Saoedi-Arabië van 1932 tot 1934, met witte streep aan de mastzijde
? Vlag van Saoedi-Arabië van 1934 tot 1937, met een dunnere witte streep
? Vlag van Saoedi-Arabië van 1937 tot 1973, zonder streep
? Vlag van Saoedi-Arabië sinds 1973